# Gospodarstvo Ukrajine
Ukrajinsko gospodarstvo je u fazi razvoja slobodnog tržišta, s bruto domaćim proizvodom koji je doživio ubrzani rast posljednjih nekoliko godina. Gospodarstvo Ukrajine trenutačno je rangirano na 44. mjestu u svijetu prema nominalnom BDP-u iz 2008. godine, uz ukupni nominalni BDP od 179.725 USD te BDP-u od 3.920 USD po stanovniku.
Ukrajinsko gospodarstvo je uz rusko predstavljalo glavnu gospodarsku komponentu u bivšem Sovjetskom Savezu, kako u industriji, tako i u poljoprivredi. Nakon proglašenja neovisne Ukrajine, država se poput ostalih bivših sovjetskih republika, našla pred velikom recesijom, inflacijom i drastičnim padom proizvodnje. Oporavak gospodarstva i rast BDP-a je tek registriran 2000. godine, kada su započete temeljite ekonomske reforme. U 2007. godini rast BDP-a je nastavio rasti i on je tada u prosjeku iznosio oko 7%.
Svjetska financijska kriza 2008. teško je pogodila i gospodarstvo Ukrajine koje je bilo prisiljeno pozajmiti novac od Svjetske banke. Predviđanja Svjetske banke tumačila su da bi se tijekom 2009. ukupan rast gospodarske proizvodnje Ukrajine mogao smanjiti za 15%, dok bi inflacija mogla doseći 16,4% S druge strane, ukrajinska vlada predviđala je rast BDP-a od 0,4% u 2009. i usporavanje inflacije na 9,5%, što mnogi ukrajinski ekonomisti smatraju najoptimističnijim rezultatima. U 2008. godini ukrajinska novčana valuta grivnja (hrivnja) je pala za 38% u odnosu na američki dolar, nalazeći se jedino ispred islandske krune i sejšelskih rupija. Dolaskom novoizabranog ukrajinskog predsjednika Viktora Janukoviča na čelo države, ekonomska politika se početkom 2010. počela ponovno stabilizirati.

### Gospodarski potencijali
Ukrajina ima gotovo sve elemente najnaprednijih europskih gospodarstava, bogata poljoprivrdna zemljišta, dobro razvijenu industrijsku bazu, visoko obučenu radnu snagu i kvalitetan obrazovni sustav, ali njezin golemi potencijal iz političkih razloga i dalje nije realiziran do poželjne granice razvoja zemlje veličine Ukrajine s takvim omjerom stanovnika. Zbog tih razloga Ukrajina se danas smatra relativno siromašnom europskom državom koja ima potencijal postati bogata država u vrlo kratkom razdoblju. Ukrajina je bogata prirodnim resursima i nepoznatim količinama raznih minerala. Poznate rezerve nafte u zemlji su uglavnom iscrpljene u prethodnom sovjetskom razdoblju, no Ukrajina i dalje obiluje ugljenom, prirodnim plinom, hidroelektričnom energijom i sirovinama za proizvodnju nuklearnog goriva. Vrlo je razvijena industrija obojenih metala, proizvodnja ljevanog željeza, čelika i cijevi. Godine 2005., Ukrajina je predstavlja osmu zemlju u svijetu po proizvodnji čelika.
U Ukrajini je također razvijena kemijska industrija koja obuhvaća proizvodnju koksa, mineralnih gnojiva i sumporne kiseline. Finalna proizvodnja obuhvaća prizvodnju metalurške opreme, dizel lokomotiva, traktora, automobila i aviona. Zemlja posjeduje masivnu high-tech industrijsku bazu, koja se uglavnom nadovezala na bivšu razvijenu sovjetsku tehnologiju, elektroniku, industriju naoružanja i program svemirske tehnologije, koji se i dalje nalaze u državnom vlasništvu i time su tek relativno razvijene u smislu poslovne prakse. Ukrajina je jedan od glavnih proizvođača žita, šećera, mesa i mliječnih proizvoda te jedan od glavnih izvoznika električne energije u Europi. Najveću trgovinsku razmjenu Ukrajina ima s Rusijom i Europskom unijom. Ukrajina je 2008. godine primljena u Svjetsku trgovinsku organizaciju.

### Poslovna politika
Za uspješno poslovanje na ukrajinskom tržištu vrlo je bitno poznavanje lokalnog ukrajinskog (ili često ruskog) jezika, ako se radi o strancu, jer još uvijek nedovoljan broj poslovnih ljudi vlada drugim svjetskim jezicima. Iznimka čine uspješni koncerni izrasli na metalurškoj industriji, kao i financijske te razne konzultantske tvrtke koje sve više zapošljavaju menadžere školovane na vodećim svjetskim sveučilištima i poslovnim školama. Ako se ne vlada ukrajinskim (ili ruskim) jezikom dobro je unaprijed osigurati prevoditelja. U hrvatskom slučaju, s obzirom na to da na sveučilištima u Kijevu i Ljvivu djeluju kvalitetne katedre kroatistike, u Ukrajini je moguće pronaći školovane prevoditelje.
Neposredna poznanstva i kontakti imaju značajnu ulogu u poslovanju s ukrajinskim partnerima. Kada je riječ o Hrvatskoj, u Ukrajini postoji blagonaklonost spram hrvatskih poslovnih ljudi, a to se vjerojatno može zahvaliti bliskosti jezika i od prije utemeljenim vezama, jer su još u vrijeme funkcioniranja u bivšim sustavima Zagreb i Kijev razvijali tijesne veze i brojne hrvatske tvrtke su bile nazočne na ukrajinskom tržištu. Tu se posebno mogu istaknuti građevinarstvo i strojogradnja.
Tvrtke koje namjeravaju proširiti zonu svog poslovanja i na ukrajinsko tržište najdjelotvorniju promociju mogu ostvariti putem otvaranja svog predstavništva u Ukrajini i aktivnim sudjelovanjem u različitim sajmovima, izložbama i sličnim promotivnim manifestacijama. S obzirom na činjenicu da Ukrajina postupno uvodi sustav zaštite domaćeg proizvođača, kao najperspektivniji oblik suradnje nameće se organizacija zajedničke proizvodnje. Veliki broj zapadnih firmi već je usvojio ovaj način gospodarske suradnje. Iskorištava se postojeća infrastruktura, jeftinija radna snaga, sirovine i energija, ulaže se u suvremenu tehnologiju i kao rezultat se dobije kvalitetan i tržištu prihvatljiv, konkurentan i visoko profitabilan proizvod. Od 2010. godine Ukrajinske vlasti, na čelu s predsjednikom Viktorom Janukovičem, dale su nove poticaje (okvire) za ulaganje u Ukrajini no kao glavna prepreka investiranju i dalje se navodi raširena korupcija.